# Prangli

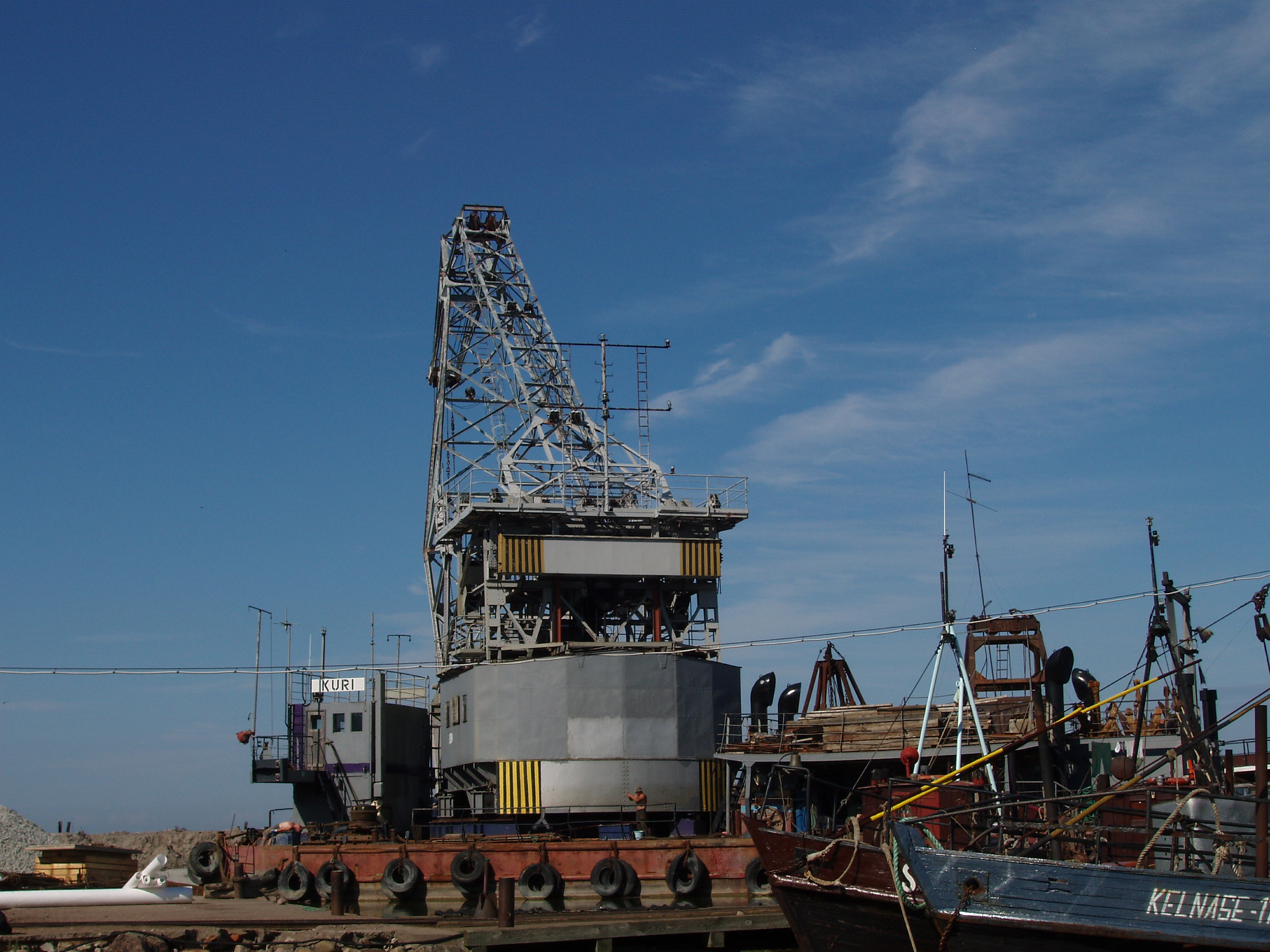
Přístav ve vesnici Kelnase

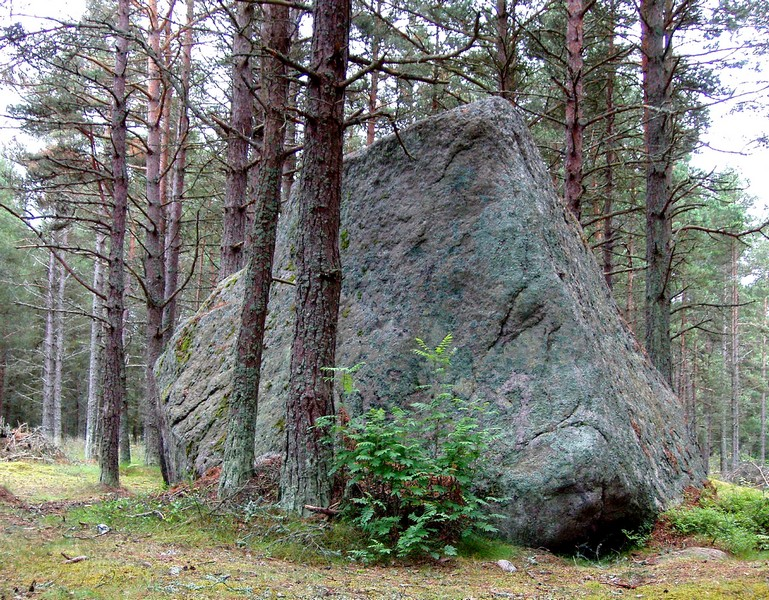
Bludný balvan Kotkakivi

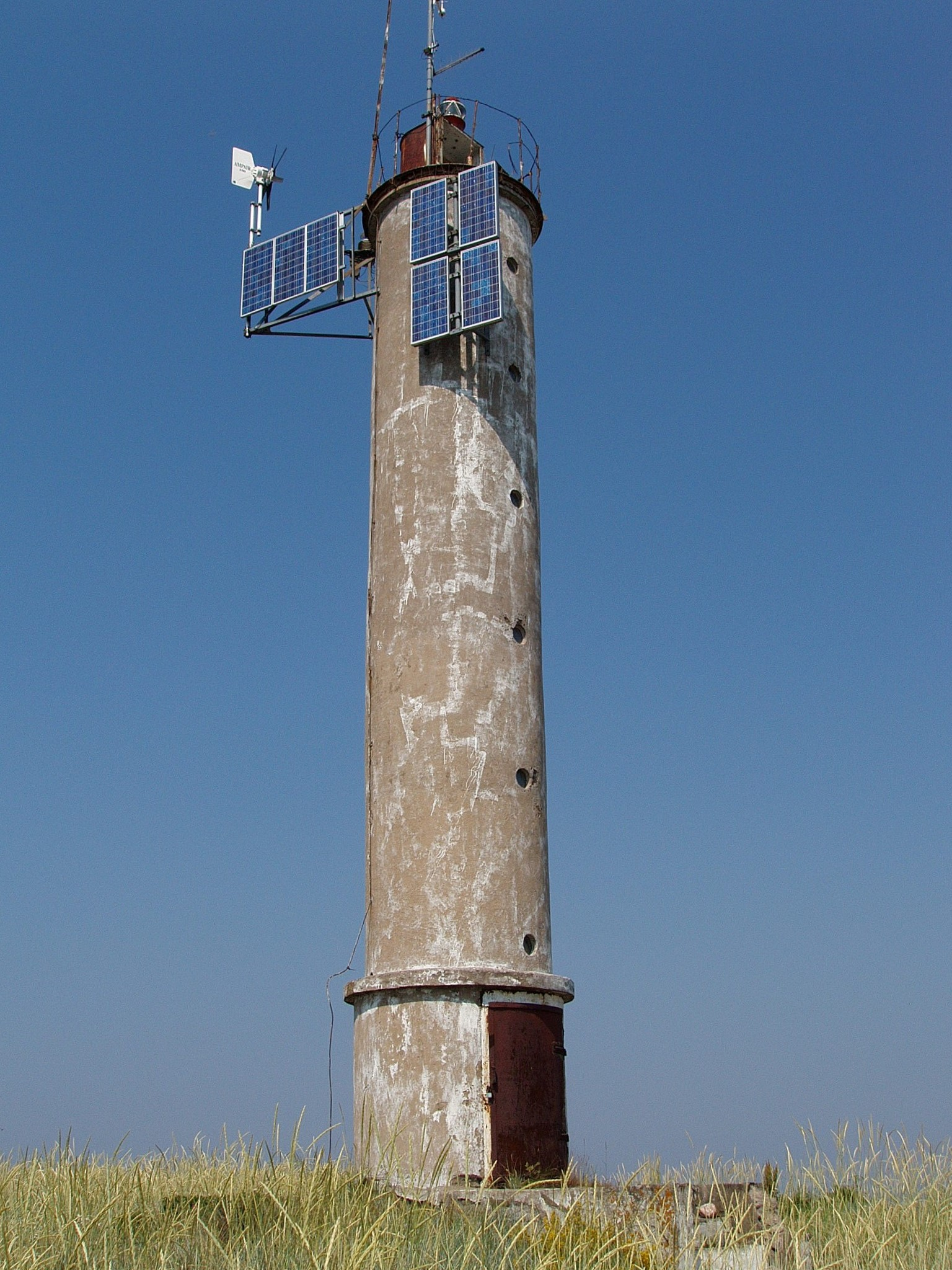
Maják

Prangli (německy Wrangelsholm, švédsky Wrangö) je 14. největší ostrov v Estonsku. Leží v Baltském moři nedaleko ostrovů Naissaar a Aegna. Patří k obci Viimsi v kraji Harjumaa.

## Charakteristika
Prangli je vzdálen 9 km severovýchodně od Viimského poloostrova a 20 km od hlavního města Tallinnu. Na západě ostrova jsou kamenité pláže a na východě písečné. Nejvyšší bod je Kullamägi (Zlatá hora), která měří skoro 10 m n. m. Ostrov je 6 km dlouhý a 2,5 km široký. Na ostrově rostou většinou jehličnaté stromy, hlavně borovice, spolu s keři. Na ostrově jsou bludné balvany. Je zde častý vítr. Kolem ostrova jsou ostrovy Aksi, Tiirloo a Liivakari. Blízko pobřeží ostrova Prangli se vyskytuje mnoho malých ostrůvků.
Na ostrově je obchod, klinika, pošta, základní škola a malá hala. Na ostrově se pronajímají a prodávají chatky turistům.

## Historie
Ostrov byl objeven už před 3500 lety. První zmínka o ostrově byla v roce 1387, kdy byl uváděn jako Rango. Roku 1934 zde žilo 469 obyvatel, roku 1994 zde žilo pouze 146 obyvatel a počet obyvatel se příliš nemění (151 v roce 2007).

## Vesnice
Na ostrově leží vesnice Kelnase, Idaotsa a Lääneotsa, Kelnase je z nich hlavní. Tyto vesnice nejsou od sebe vzdálené více než 100 metrů. V létě je obývají lidé, kteří tu mají chaty.
- Kelnase: ve vesnici Kelnase je hlavní přístav pro celý ostrov Prangli. V roce 1998 žilo v této vesnici trvale 42 obyvatel. Zeměpisné souřadnice vesnice jsou 59°38' severní šířky a 25°01' východní délky.
- Idaotsa: vesnice Idaotsa má zeměpisné souřadnice 59°38' severní šířky a 25°01' východní délky.
- Lääneotsa: vesnice Lääneotsa má zeměpisné souřadnice 59°37' severní šířky a 25°00' východní délky.

## Bludné balvany
Toto je seznam bludných blavanů na ostrově Prangli: Punane kivi, Kotkakivi, Rebasekivi, Suti teeäärerahn, Suti võsarahn, Tagalahe rannarahn, Prahirahn, Kabelimäe kivi, Kõrgerahn, Jahukari rahn, Eeslahe Suurkivi, Sadulakivi, Loo põõsasiku rahn, Loo rannarahn, Pikk-Kari Soonestiku rahn a Pikk-Kari Väikekarirahn.

## Maják
Maják, který zde stojí, byl postaven roku 1923. Leží na severozápadě ostrova. Měří 12 metrů. Výška světla je 14 m n.p.m., dosah světla je 6 Mm (11 km), 0° až 360° a barva světla je bílá. Zeměpisné souřadnice majáku jsou 59°38'44.34' severní šířky a 24°58'07.98' východní délky.